# 週刊ニュース深読み
『週刊ニュース深読み』（しゅうかんニュースふかよみ）は、2011年4月9日から2018年3月24日までNHK総合で放送されたニュース解説番組である。
本項では、2011年1月15日から4月2日まで放送された『ニュース深読み』についても扱う。

## 概要
NHKでは「子供を対象にしたニュース解説番組」として1994年4月10日から2010年12月19日まで『週刊こどもニュース』を放送したが、NHK独自調査の結果、内容の分かりやすさから実際には子供より高齢者の視聴が多かった。
これを踏まえ、NHKは地デジ化に伴う編成の抜本的見直しを行う過程で『週刊こどもニュース』を終了させ、2011年1月15日から新たなニュース解説番組として『ニュース深読み』を開始した。
概念は『週刊こどもニュース』の発展形として「ニュースを丁寧に伝える」を引き継ぎ、子供から大人まで世代を問わず誰でも理解できること。また、単に「分かりやすい」だけではなく、複数の専門家や事情通によりニュースを「深読み」する意味を込めていた。
初代メインキャスターには小野文惠を起用（『土曜スタジオパーク』から異動）。小野が報道系の番組を担当するのは、初任地山口で1996年度に『イブニングネットワークやまぐち』を担当して以来14年ぶりであった。

### 『ニュース深読み』時代
2010年度の『週刊こどもニュース』は、日曜日の8時5分 - 8時35分に放送されたが、『ニュース深読み』は『NHK週刊ニュース』と連続する編成として、土曜日の8時45分 - 9時25分に放送された。これにより、1週間をまとめる生放送の報道・情報番組が続く形となった。NHKワールド・プレミアムでもサイマル放送され、ノンスクランブルで視聴可能であった。
この改編で、日曜日の7時45分 - 8時25分は1998年4月5日から2010年3月28日までの編成に戻り、7時45分 - 8時5分に放送された『連続人形活劇 新・三銃士（再放送）』は、途中調整を実施して2010年12月26日限りで終了した。

### 『週刊ニュース深読み』時代
2011年度の改編で『NHK週刊ニュース』を吸収して放送時間を8時15分 - 9時28分に拡大。番組名を『週刊ニュース深読み』とすることになった。
番組と出演者・スタジオを純粋に『深読み』へ統合させた格好で、前半の今週の振り返りと後半（8時46分ごろから）の深読みという主な構成に変化は無かった。8時40分ごろからのニュースと気象情報を伝える間にメインキャスターが『深読み』のコーナーセットが組まれている別のスタジオに移動した。なお、高校野球などで短縮放送の場合は『深読み』のコーナーは休止となった。
『連続テレビ小説』から直結する形となっていた。また、時折『あさイチ』同様、冒頭で出演者が朝ドラの感想を述べたり、朝ドラとリンクさせた演出を行うことがあった。特に、朝ドラ最終回直後の放送では、大々的にこの演出を行うことがあった（連続テレビ小説#番組宣伝・関連番組を参照）。
このリニューアル以降、関東地区における視聴率は、10%以上ならびに時間帯1位となることもあった。
2017年度はメインキャスターを首藤奈知子に交代し、同年度末の2018年3月24日限りで終了。4月7日からは、8時15分 - 9時はバラエティー番組『チコちゃんに叱られる!（再放送）』、直後の9時 - 9時30分は当番組の後継番組に当たる『週刊まるわかりニュース』となった。

## 休止および変更の事例

### 休止の事例
※年末年始およびその前後（12月の最後と1月の最初の週）は休止。
- 2011年3月12日：『NHKニュース』（前日に発生した東日本大震災関連）のため[22]。
- 2015年8月15日：第97回全国高等学校野球選手権大会を中継のため[23]。
- 2016年4月16日：『NHKニュース』（当日未明に発生した熊本地震〈本震〉関連）のため[24]。
- 2016年8月6日・13日・20日：リオデジャネイロオリンピックを中継のため[25][26][27]。
- 2017年5月6日：『鶴瓶の家族に乾杯「20周年＆朝ドラSP 沢村一樹と水戸市ぶっつけ本番旅」』を放送のため[28]。
- 2017年8月12日：『鶴瓶の家族に乾杯「鶴瓶のひとり旅スペシャル 2017＃1」』を放送のため[29]。
- 2017年8月19日：第99回全国高等学校野球選手権大会を中継のため[30]。

### 放送時間変更の事例
- 2011年3月19日：東日本大震災の報道のため、8時15分 - 9時30分に変更[31]。NHK BS1でも同時放送[32]。
- 2011年3月26日：東日本大震災の報道のため、8時15分 - 9時に変更[33]。翌日未明の0時30分 - 1時15分に総合[34]、BS1[35]、ワールド・プレミアムの3波で同時再放送が行われた。
- 2011年4月2日：東日本大震災の報道のため、8時15分 - 9時に変更[36]。
- 2011年8月6日：中国地方では広島平和記念式典の放送を延長し『えほんでつなぐげんばく』を放送のため休止。他の地域とNHKワールド・プレミアムでは放送されたが、同式典の中継が延長したため、8時57分 - 9時27分に変更[37]。
- 2012年3月10日：8時15分 - 8時30分に『明日へ 支えあおう 〜東日本大震災から1年〜』を放送のため[38]、8時30分 - 9時43分に変更[39]。
- 2012年7月28日：ロンドンオリンピック（開会式）を中継のため[40]、9時22分 - 9時52分に変更[41]。
- 2012年12月8日：第46回衆議院議員総選挙の政見放送のため関東地方のみ放送されず、他の地域とNHKワールド・プレミアムに向けた裏送りとなった[42]。関東地方では「深読み」のコーナーを再編集した番組が20日未明の2時10分 - 2時53分に振替放送された[43]。
- 2014年12月6日：第47回衆議院議員総選挙の政見放送のため関東地方のみ放送されず、他の地域とNHKワールド・プレミアムに向けた裏送りとなった[44]。「深読み」のコーナーを再編集した番組が8日未明の2時50分 - 3時33分に放送された[45]。なお、関東地方以外では再放送扱いとなり、近畿地方では非ネットであった。
- 2016年1月16日：18歳選挙権をテーマにした回が、当事者が「大学入試センター試験のため見られない」という声が多く寄せられたため[46]2月15日未明の0時55分 - 2時6分に『もういちど週刊ニュース深読み』という番組名で深読みのコーナーが再放送された[47]。
- 2016年10月15日：熊本地震から半年の報道のため9時55分まで延長[48]。
- 2017年9月16日：前日の北朝鮮のミサイル発射関連の緊急報道特番[49]で急遽休止となった「連続テレビ小説『ひよっこ』第143話」の振替放送に伴い[50]、「同・第144話」の放送が15分繰り下げとなったため[51]8時30分 - 9時43分に変更[52]。
- 2017年10月14日：第48回衆議院議員総選挙の政見放送のため関東地方のみ放送されず[53]、他の地域とNHKワールド・プレミアムに向けた裏送りとなった。関東地方では「深読み」のコーナーを再編集した番組が22日の13時5分 - 13時48分に振替放送された[54]。

## 出演者
特記事項のない人物は、NHKアナウンサー。
メインキャスター
- 小野文惠（2011年1月15日 - 2017年4月1日）

高校野球などで短縮放送の場合は小野が休むことがあり、2011年8月6日と13日・2012年8月11日・2013年8月10日は兼清麻美、2012年8月18日は一柳亜矢子、2013年3月23日は首藤奈知子、2014年2月15日は松村正代、2015年12月26日・2016年1月9日は中條誠子が担当した。
なお、2014年8月16日は代理を置かず、男性キャスターのみで担当。また、2017年2月18日と25日は短縮放送ではなかったが小野が休み、前半は池田伸子、後半は徳永圭一が担当した。
- 首藤奈知子（2017年4月8日 - 2018年3月24日）

報道系の番組を担当するのは『NHKニュースおはよう日本』を担当して以来である。
ニュースキャスター
- 井上二郎（2011年4月9日 - 2012年3月31日）
- 高井正智（2012年4月7日 - 2016年3月12日）
- 小松宏司（2016年4月9日 - 2018年3月24日）

コメンテーター（週替わり）
おおむねNHK職員（NHK解説委員・記者）1人、外部有識者2人、タレント2人という構成であった。
ニュースプレゼンター
- 徳永圭一（2011年1月15日 - 2018年3月24日）
  - 稲塚貴一（2011年1月15日 - 2012年3月31日）
  - 小松宏司（2012年4月7日 - 2013年3月30日）
  - 中山準之助（2013年4月6日 - 2016年3月12日）
  - 田中寛人（2016年4月9日 - 2018年3月24日）

おおむね隔週交代で出演。スタジオ外から特別編成で放送する場合は2人で担当。2017年度はスタジオに出演しない場合は、当日18時45分からの『首都圏ニュース』（茨城県を除く関東地方）を担当した。
気象情報
- 南利幸（気象予報士。2011年4月9日 - 2018年3月24日）[注 7]

後半の「深読み」のコーナーが気象関連の場合、コメンテーターとしての出演あり。
グラフィックレコーダー
- 山田夏子（2017年4月8日 - 2018年3月17日）

「深読み」の議論をその場で1枚の絵にまとめた。

## テーマソング
『♪フカヨミ feat.初音ミク』（作曲：八王子P）
- 2012年2月4日の『今なぜ世界で人気？ニッポンの"歌姫"』の後半で初音ミクを取り上げるに当たり、初音ミクをきっかけにプロ作曲家になった八王子Pに番組が制作を依頼し、番組公式サイトとYouTubeのNHK公式チャンネルおよびニコニコ動画の「NHKちゃんねる」で公開。2月18日からエンディングテーマとして使われた[1]。